# Billy Bevan

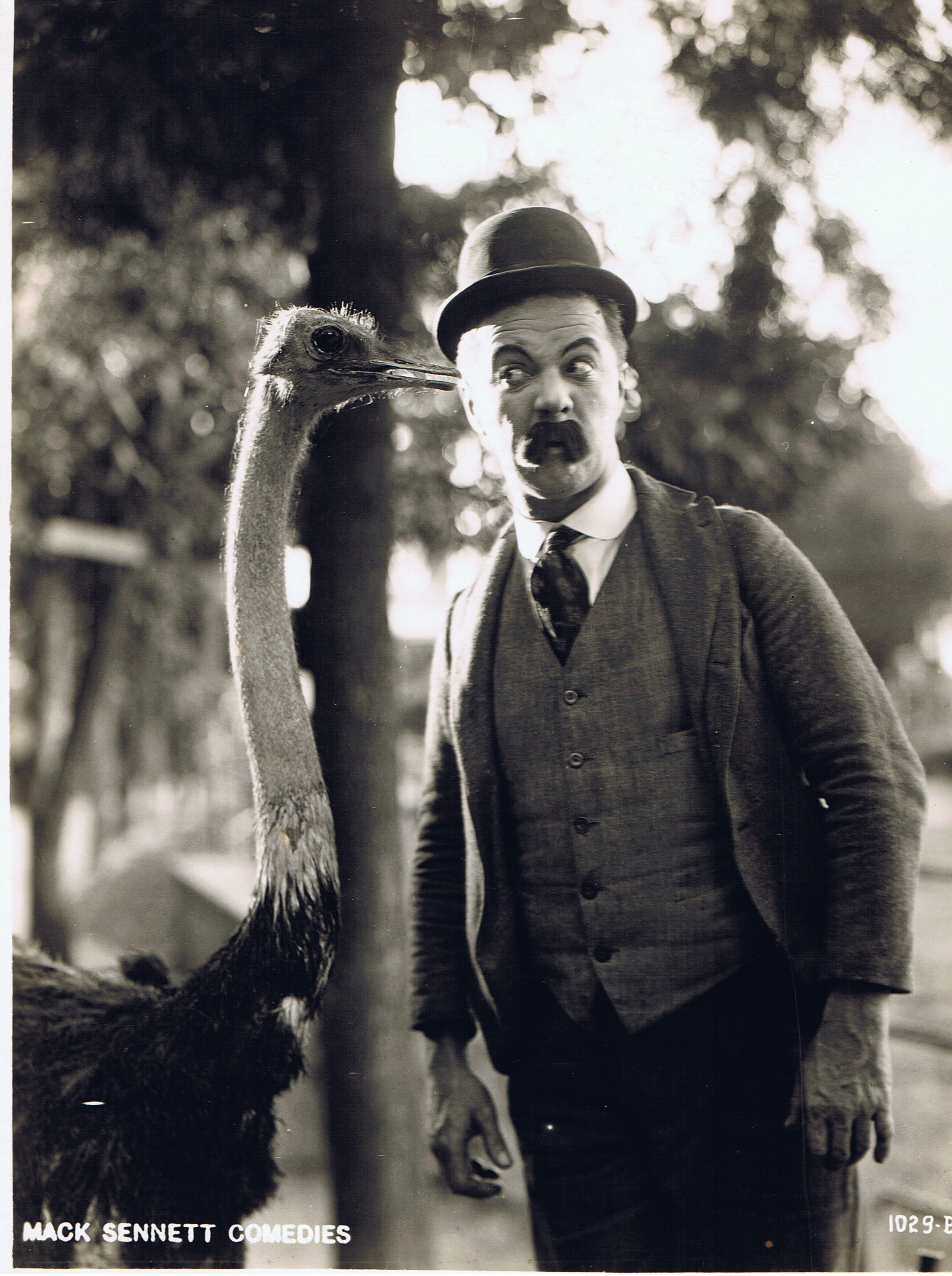
Billy Bevan och en struts, 1920-tal.

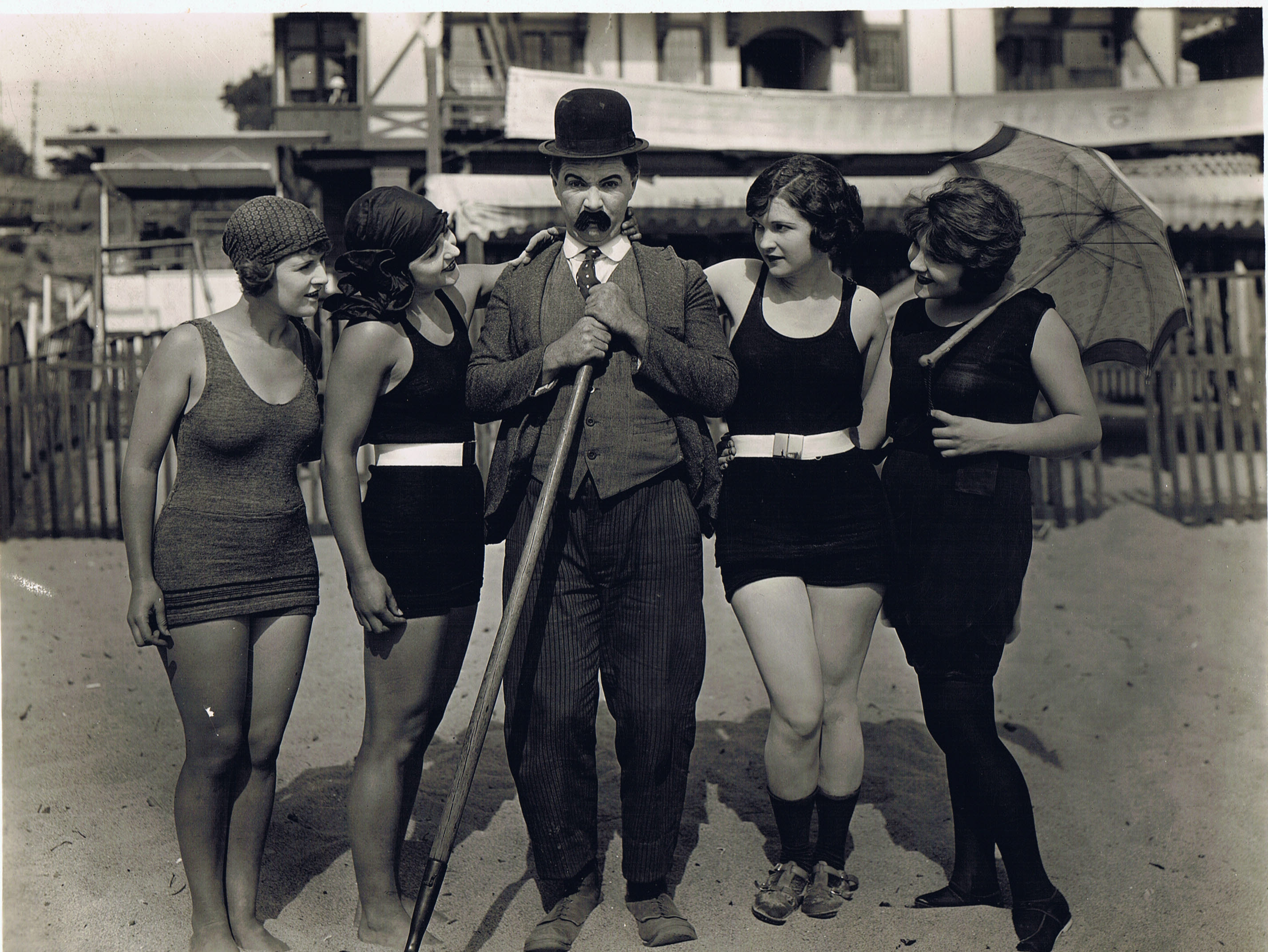
Billy Bevan och fyra stycken "Sennett Bathing Beautys", 1920-tal.

Billy Bevan, ursprungligen William Bevan Harris, född 29 september 1887 i Orange i New South Wales, död 26 november 1957 i Escondido i Kalifornien, var en australiskfödd vaudeville, som kom att bli amerikansk filmskådespelare. Han medverkade i 254 filmer mellan 1916 och 1950.
Efter några år som skådespelare i Australien reste han till USA 1912 och medverkade under 1910-talet och 1920-talet i en lång rad stumfilmer, vanligast i komiska roller. Han var fortsatt aktiv efter ljudfilmens genombrott, men spelade då i regel småroller, oftast så små att de inte stod nämnda i rollistorna. Totalt medverkade han i över 260 filmer.

## Filmografi i urval
- 1929 – High Voltage
- 1929 – På olovliga vägar (ej krediterad)
- 1931 – Natt över London (ej krediterad)
- 1933 – Cavalcade
- 1933 – Alice i Underlandet (ej krediterad)
- 1933 – Peggys miljoner (ej krediterad)
- 1934 – Den osynliga fienden
- 1935 – I skuggan av giljotinen
- 1936 – En gentleman kommer till sta'n (ej krediterad)
- 1936 – Draculas dotter
- 1938 – Ingen fara på taket (ej krediterad)
- 1938 – A Christmas Carol (ej krediterad)
- 1938 – Hela familjen på vift (ej krediterad)
- 1940 – Rebecca (ej krediterad)
- 1940 – Den långa resan hem (ej krediterad)
- 1940 – Den osynlige mannens återkomst (ej krediterad)
- 1941 – Illdåd planeras? (ej krediterad)
- 1941 – Dr. Jekyll och Mr. Hyde
- 1941 – Första gången jag såg dej... (ej krediterad)
- 1942 – Mrs. Miniver (ej krediterad)
- 1942 – Farlig som synden (ej krediterad)
- 1943 – Jane Eyre (ej krediterad)
- 1943 – The Return of the Vampire (ej krediterad)
- 1944 – Över alla hinder (ej krediterad)
- 1944 – Den ödesdigra pärlan (ej krediterad)
- 1944 – Hämnaren (ej krediterad)
- 1944 – Den osynlige mannens hämnd
- 1945 – Dorian Grays porträtt
- 1946 – Husan som inte visste sin plats (ej krediterad)
- 1946 – Sherlock Holmes tar nattexpressen
- 1949 – Den stängda trädgården
- 1949 – Förmöget folk (ej krediterad)
- 1952 – H.C. Andersen (ej krediterad)